# Citterio
Pour les articles homonymes, voir Citterio (homonymie).
Giuseppe Citterio S.p.A est une société italienne du secteur alimentaire.

## Histoire
L’entreprise qui a été fondée par Giuseppe Citterio en 1878 à Rho  (Milan), est l’une des plus anciennes entreprises alimentaires d’Italie. Elle a initialement été créée afin de produire le salami de Milan, un produit dont la recette a été développée par le fondateur de l’entreprise et qui était destiné à l’exportation aux États-Unis,.
Giuseppe Citterio a introduit un processus de production du salame (charcuterie) différent par rapport au processus traditionnel qui avait jusqu’à présent suivi le cycle des saisons. Il a en effet eu l’intuition de mettre en place une production continue à travers l’implantation, sur le site de production, de caves dotées de « sguass », des cuves en ciment qui conservaient la glace accumulée durant les mois d’hiver.
Citterio participe à la première Exposition nationale italienne de 1881 à Milan et reçoit une reconnaissance officielle en remportant la Medaglia d’Oro (la Médaille d’or). Entre 1891 et 1894, Citterio fut récompensé par quatre autres médailles d’or.
Durant les années 1940, et l’occupation militaire de son usine de Rho, la production s’arrête totalement et l’entreprise ferme durant un brève période.
En 1955, Citterio se dote d’un laboratoire d’analyses chimiques   au sein de l’usine et qui a pour but d’analyser et de contrôler tous les aspects de la production et d’assurer ainsi la sécurité des installations et des viandes. En 1958, l’entreprise commence la production et la vente des charcuteries en tranches sous-vide. En 1986, il met sur le marché les confections avec atmosphère protectrice conçues pour conserver de manière intacte la fraîcheur du produit.
Au cours des années 1990 et 2000, c’est la cinquième génération de la famille Citterio qui dirige désormais l’entreprise.
En 2015, Citterio participe de nouveau à l'Expo de Milan en devenant le partenaire principal et l’ambassadeur de la charcuterie italienne  pour Expo 2015.

## Production
À partir des années 1960, Citterio commence à racheter des petites entreprises familiales italiennes afin de rapprocher la production de charcuterie de ses lieux d’origine et afin de réussir ainsi à créer un lien étroit entre territoire et produit pour défendre les appellations DOP (AOP en France) et IGP.
Outre une usine ouverte en 1974 aux États-Unis (Freeland) qui est toujours opérationnelle aujourd’hui, il existe à l’heure actuelle 7 usines en fonctionnement dans différentes régions d’Italie: Vignola, Gordona, Pandino, Santo Stefano Ticino, Poggio S.Ilario-Felino, San Daniele del Friuli et Soprabolzano-Renon.
Ces usines emploient environ 1 400 personnes.
Le site de production de Santo Stefano Ticino, ouvert en 2008, est à la fois l’usine qui produit de la charcuterie et à la fois le siège du laboratoire de recherche et développement de l’entreprise. Le pôle a été conçu afin de respecter au maximum l’environnement pour réduire les émissions de dioxyde de carbone dans le processus de production et il compte en effet aujourd’hui 4000 panneaux photovoltaïques qui permettent de réduire de 1500 tonnes par an les émissions de  CO2 .